# Bò Khillari
Bò Khillari (Kannada: ಖಿಲಾರಿ / Marathi: (लिल्लारि) là giống bò thuộc họ Bos indicus, có nguồn gốc từ các vùng Satara, Kolhapur và Sangli ở các huyện Maharashtra và Bijapur, Dharwad và Belgaum của Karnataka ở Ấn Độ. Giống bò này thích nghi tốt với các điều kiện dễ bị hạn hán và nhiệt đới hiện diện trong khu vực và được cộng đồng nông nghiệp địa phương ưa chuộng do khả năng xử lý những khó khăn trong canh tác. Tuy vậy, sản lượng sữa thấp tạo nên dòng thu nhập thay thế cho cộng đồng nông nghiệp.